# لنفتلو
لنفتلو (به انگلیسی: Llanfaethlu) یک منطقهٔ مسکونی در بریتانیا است که در انگلسی واقع شده‌است. لنفتلو ۵۵۳ نفر جمعیت دارد.